# Échenilleur bicolore
Coracina bicolor
Espèce
Statut de conservation UICN

 NT  : Quasi menacé
L'Échenilleur bicolore (Coracina bicolor) est une espèce de passereau de la famille des Campephagidae.

## Répartition
Il est endémique des Célèbes.

## Habitat
Il habite les forêts humides tropicales et subtropicales en plaine et les mangroves.
Il est menacé par la perte de son habitat.

## Population
Cette espèce connaît probablement un déclin relativement rapide à cause de la dégradation de son habitat. Il est donc considéré comme quasi modéré. Donc l'évolution des tendances de la population de cette espèce doit être surveillée attentivement.